# Casterman
Casterman is een Belgische uitgeverij van beeldverhalen en jeugdboeken. Ze is sinds 2012 in eigendom van de Franse uitgeverij Éditions Gallimard.
De stichter, Donat Casterman, vestigde zich als boekverkoper in 1776 in Doornik. Na een tijd werd hij uitgever en vervolgens drukker. Vooral in de negentiende eeuw groeide het bedrijf. In 1856 werd door Henri Casterman een filiaal in Parijs geopend voor de Franse markt. Het bedrijf werd een naamloze vennootschap in 1907.

## Geschiedenis
In 1934 nam Casterman de publicatie over van de Kuifje-albums, meer bepaald vanaf album 4 - De sigaren van de farao. In 1942 draagt Hergé het exclusieve recht op publicatie van al zijn gepubliceerde en nog te publiceren werken over aan Casterman. Hierna werden alle albums in kleurendruk uitgegeven en verkocht. Na het succes van de Kuifje-reeks volgden nog veel andere reeksen. Vanaf 1970 werden ook nieuwe markten aangeboord met reeksen als Corto Maltese.
Vanaf 1954 gaf Casterman de kinderboekenreeks Tiny uit. In totaal verschenen er tot en met 2010 60 titels.
In 1978 startte Casterman het stripblad (À suivre), dat gericht was op langere stripalbums, de striproman. In 1980 volgde de Nederlandstalige versie Wordt Vervolgd. In 1989 verscheen het laatste nummer van Wordt Vervolgd (nummer 97) en het laatste nummer van (À suivre) verscheen in 1997 (nummer 239).
Drukkerij Casterman, herdoopt in Casterman Printing, is nu een onderdeel van de Evadix-groep. Uitgeverij Casterman is sinds 2004 onderdeel van de Flammarion-groep, die in 2012 werd opgekocht door de Franse uitgeverij Éditions Gallimard.

## Stripreeksen
Casterman gaf onder andere albums uit in de volgende reeksen:
- De 4 helden
- Airborne 44
- Alex
- De Beestenburcht
- Bosliefje
- Canardo
- Caroline Baldwin
- De Chninkel
- Corto Maltese
- De Duistere Steden
- De fantastische avonturen van Isabelle Avondrood
- De Indianenreeks
- De avonturen van Jo, Suus en Jokko
- De Kat
- De Koene Ridder
- De avonturen van Kuifje
- De guitenstreken van Kwik en Flupke
- Lefranc
- Leo en Lea bij de Lapino's
- Magasin Général
- Nestor Burma
- Pol
- De Rioolkoninkjes
- De nieuwe avonturen van Snoesje
- De sterre-avonturen van Roco Vargas
- Tristan
- Yakari